# Fortrose (Nouvelle-Zélande)
Fortrose est une localité de la côte la plus au Sud de l’Île du Sud de la Nouvelle-Zélande dans la région du Southland.

## Situation
Elle est située sur le bord de la baie de Toetoes à l’embouchure du fleuve Mataura, et forme l’extrémité ouest de la côte des Catlins.
Les villages alentour comprennent Otara au Sud-est, Pukewao et Tokanui vers le nord-est, et Titiroa et Waimahaka vers le nord.

## Histoire
De 1834 à 1836, les chasseurs de baleines vivaient dans une station installée dans le secteur de Fortrose et ce fut la première ébauche pour une ville légèrement plus à l’ouest que la localisation actuelle de Fortrose, tirant son nom de Russelltown.
Au milieu du 19e siècle, Fortrose acquit son nom actuel d’un conducteur de bétail écossais, en souvenir de la ville de Fortrose en Écosse, 
Sa localisation à l’embouchure du fleuve Mataura a impliqué son développement comme un port pour le service des besoins de la région, et en 1875, une longue jetée de 200 pieds, qui fut construite à cet endroit.
Toutefois l’économie de Fortrose déclina après l’ouverture de la embranchement de Tokanui (en) du chemin de fer, qui fut positionné vers la ville de mesure ou le chemin de fer fournissait des possibilités de transport plus rapide pour le fret vers la cité d’Invercargill.
Un certain nombre de résidents de Fortrose partirent se battre au cours de la Première Guerre mondiale et de la Deuxième Guerre mondiale, six hommes furent tués dans la première et deux soldats lors de la dernière guerre.
Autour de l’obélisque, qui siège dans Fortrose en mémoire de ceux, qui sont décédés et qui fut inaugurée en 1922 en honneur des victimes de la Première Guerre mondiale, auxquels ont été ajoutés plus tard les noms des victimes de la Deuxième Guerre mondiale.

## Économie
Au XIXe siècle des marchandises telles que du grain, des troncs et de la laine constituaient une part importante de l’économie locale.
Après le déclin du début du XXe siècle, la ville revit maintenant comme la porte d’entrée de la région des Catlins[citation nécessaire].